# Good Times Bad Times (KATZEのアルバム)
『Good Times Bad Times』（グッド・タイムス・バッド・タイムス）は、KATZEの3作目のアルバム。1990年3月21日発売。発売元はテイチク・レコード（現・テイチクエンタテインメント）。
2008年7月23日には紙ジャケット、リマスタリングを施し、再発売された。

## 解説
前作「STAY FREE」より9カ月で発売されたサードアルバム。
オリジナルの初回プレスは三方背ボックス仕様になっており、MAGICAL MYSTERY NOTE（アドレス帳）が封入されている。

## 収録曲
1. 90'S pain
2. Do! You Hot?
3. 耳をすまして…
4. Goin' to a go go!
5. Michelle
6. Destiny
7. Sweet Charly
8. Angel
9. Your Song
10. Good Times Bad Times
11. Small Island